# Nuncjatura Apostolska na Litwie
Nuncjatura Apostolska na Litwie – misja dyplomatyczna Stolicy Apostolskiej w Republice Litewskiej. Siedziba nuncjusza apostolskiego mieści się w Wilnie.
Nuncjusz apostolski na Litwie akredytowany jest również w Republice Estońskiej i Republice Łotewskiej.
Nuncjusz apostolski pełni tradycyjnie godność dziekana korpusu dyplomatycznego akredytowanego na Litwie od momentu przedstawienia listów uwierzytelniających.

## Historia
W 1920 papież Benedykt XV powołał Delegaturę Apostolską na Litwie, Łotwie i Estonii. W 1924 zmieniła ona nazwę na Delegatura Apostolska na Litwie i w Krajach Bałtyckich, a w 1926 na Delegatura Apostolska na Litwie. Od 1927 stosunki z Łotwą i Estonią należały do osobnej Nuncjatury Apostolskiej na Łotwie. 10 marca 1927, po podpisaniu przez rząd litewski konkordatu, Delegatura Apostolska na Litwie została podniesiona do rangi internuncjatury apostolskiej, a 9 grudnia 1928 do rangi nuncjatury apostolskiej. Ostatni nuncjusz apostolski został wydalony z Litwy po wkroczeniu Armii Czerwonej w 1940. Zachował tytuł do 1941. Stolica Apostolska nigdy nie uznała włączenia Litwy do ZSRS, a stosunki dyplomatyczne z tym krajem uważano na Watykanie za zawieszone, ale nie zakończone.
Kolejny nuncjusz apostolski na Litwie został mianowany w 1991, po oswobodzeniu się tego kraju z pod panowania sowieckiego. Wszyscy nuncjusze apostolscy na Litwie od 1991 akredytowani są również w Estonii i na Łotwie.
W latach 1924–1927 oraz 1992–2005 nuncjusze apostolscy na Litwie pełnili także urząd administratora apostolskiego Estonii.

## Przedstawiciele papiescy na Litwie

### Delegaci apostolscy
- abp Edward O’Rourke (1920 – 1921) Polak
- abp Antonio Zecchini SI (1922 – 1927) Włoch

### Internuncjusze apostolscy
- abp Lorenzo Schioppa (1927 – 1928) Włoch
- abp Riccardo Bartoloni (1928) Włoch

### Nuncjusze apostolscy
- abp Riccardo Bartoloni (1928 – 1933) Włoch
- abp Giovanni Battista Federico Vallega (1939) Włoch
- abp Luigi Centoz (1940 – 1941) Włoch; de facto wydalony w 1940
- wakat (1941 – 1991)
- abp Justo Mullor García (1991 – 1997) Hiszpan
- abp Erwin Josef Ender (1997 – 2001) Niemiec
- abp Peter Zurbriggen (2001 – 2009) Szwajcar
- abp Luigi Bonazzi (2009 – 2013) Włoch
- abp Pedro López Quintana (2014 – 2019) Hiszpan
- abp Petar Rajič (2019 – 2024) Chorwat
- abp Georg Gänswein (od 2024) Niemiec